# Therion brachypodicum
Therion brachypodicum är en stekelart som beskrevs av Zhang, Sun och Zhang 1994. Therion brachypodicum ingår i släktet Therion och familjen brokparasitsteklar. Inga underarter finns listade i Catalogue of Life.